# 国王学校 (格兰瑟姆)
国王学校（The King's School）是位于英格林肯郡格兰瑟姆的一所男子文法學校，学生数量约1000人，和当地的凯斯蒂文和格兰瑟姆女子学校（Kesteven and Grantham Girls' School）共享六年级部分教学资源。
学校历史可以追溯至1392年，1528年由温彻斯特主教理查德·福克斯资助重建后教学至今未曾中断。牛顿曾在这所学校读书。